# Wei Fenghe
Wei Fenghe (chiń. 魏凤和; ur. w lutym 1954 w Liaocheng) – chiński polityk i wojskowy. Od 2018 minister obrony narodowej Chińskiej Republiki Ludowej oraz wysoki członek Rady Państwa ChRL.

## Życiorys

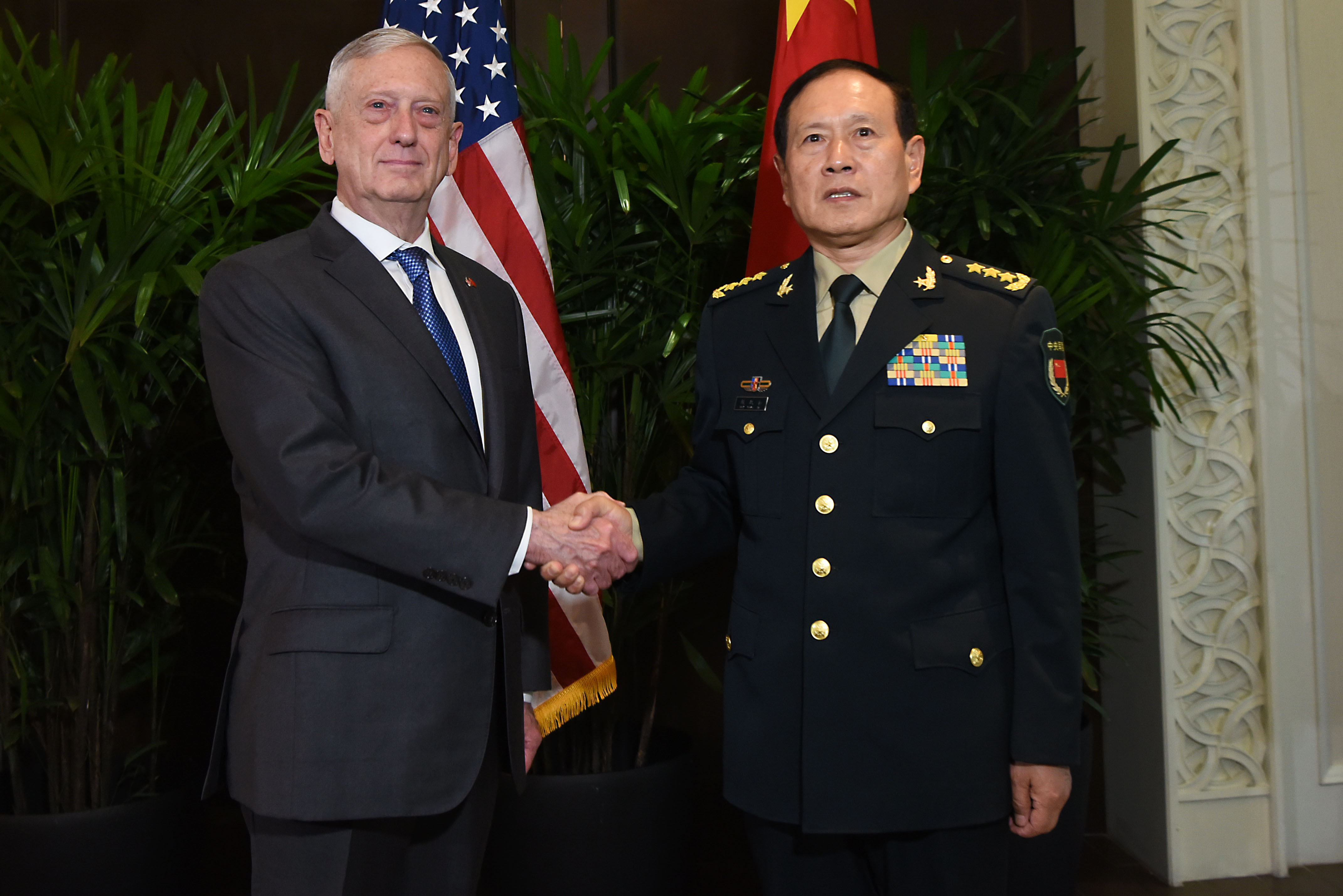
Wei Fenghe podczas spotkania z sekretarzem obrony Stanów Zjednoczonych Jamesem Mattisem w 2018

Z pochodzenia jest Chińczykiem narodowości Han. W grudniu 1970 rozpoczął służbę w Chińskiej Armii Ludowo-Wyzwoleńczej. W 1972 wstąpił do Komunistycznej Partii Chin. Ukończył studia na Uniwersytecie Obrony Narodowej Chińskiej Armii Ludowo-Wyzwoleńczej w Pekinie.
19 marca 2018 objął funkcję ministra obrony narodowej Chińskiej Republiki Ludowej. Został też członkiem Rady Państwa ChRL.
W marcu 2023 zrezygnował z funkcji ministra obrony narodowej i członkostwa w Radzie Państwa.
W czerwcu 2024 został wykluczony z Komitetu Politycznego Komunistycznej Partii Chin za zarzuty korupcyjne. Został też pozbawiony tytułu generała.

## Odznaczenia i wyróżnienia
- 1 grudnia 2020 prezydent Pakistanu Arif Alvi odznaczył go Orderem Doskonałości, za jego zasługi we współpracy wojskowej pomiędzy obydwoma państwami[6].

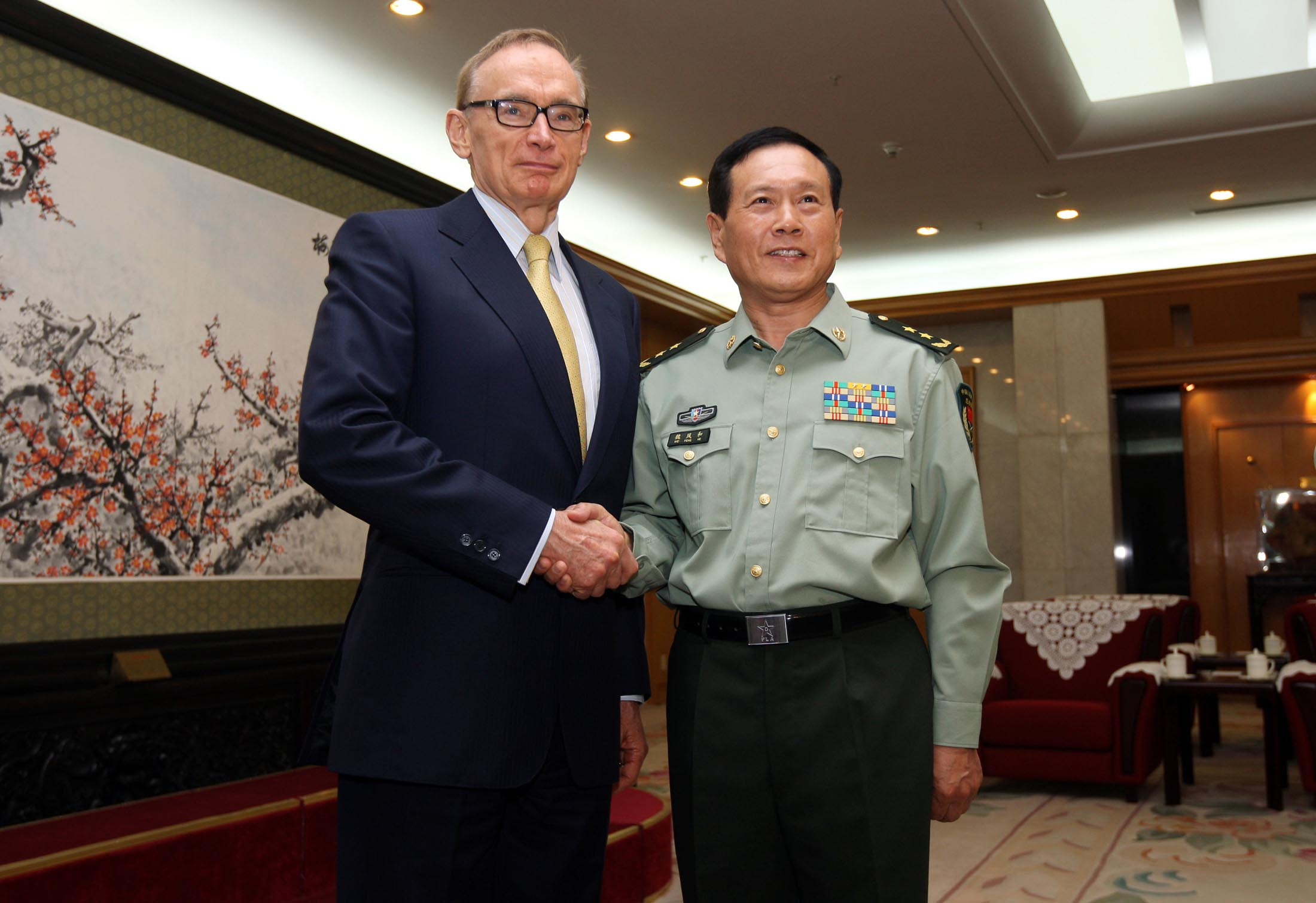
Wei Fenghe i minister spraw zagranicznych Australii Bob Carr podczas spotkania w Pekinie w 2012